# Avril (Meurthe-et-Moselle)
Pour les articles homonymes, voir Avril (homonymie).
Avril est une commune française située dans le département de Meurthe-et-Moselle en région Grand Est.

## Géographie
Cette commune fut un village-frontière avec l'Allemagne entre 1871 et 1918.
| Tucquegnieux   | Trieux, Lommerange | Neufchef Moselle        |
| Bettainvillers | Avril              | Moyeuvre-Petite Moselle |
|                | Val-de-Briey       | Moyeuvre-Grande Moselle |

### Hydrographie

#### Réseau hydrographique
La commune est dans le bassin versant du Rhin au sein du bassin Rhin-Meuse. Elle est drainée par le ruisseau de Chevillon et le ruisseau le Conroy,.
Le Conroy, d'une longueur de 21 km, prend sa source dans la commune de Boulange et se jette  dans l'Orne à Moyeuvre-Grande, après avoir traversé sept communes.

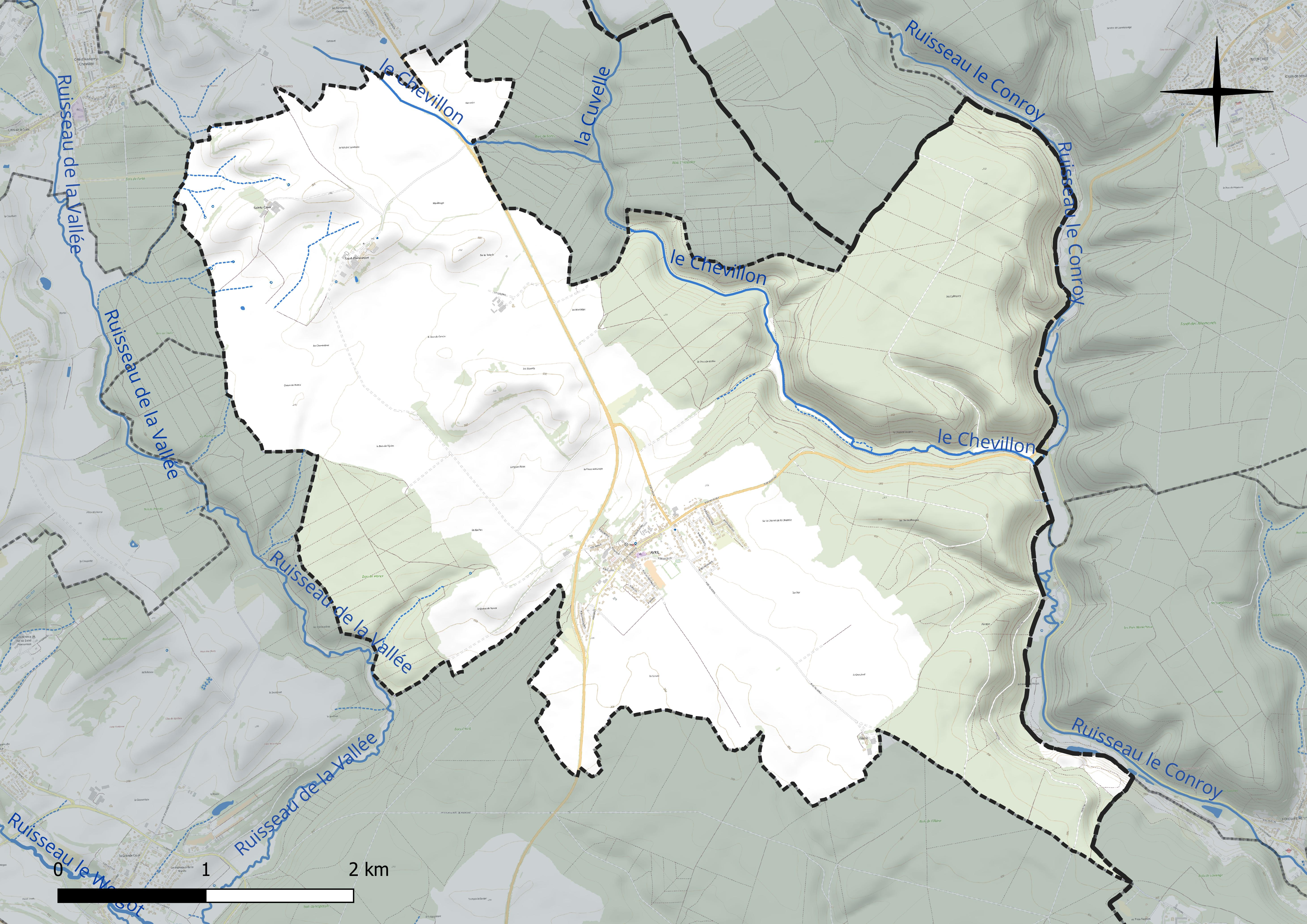
Réseau hydrographique d'Avril.

#### Gestion et qualité des eaux
Le territoire communal est couvert par le schéma d'aménagement et de gestion des eaux (SAGE) « Bassin ferrifère ». Ce document de planification concerne le périmètre des anciennes galeries des mines de fer, des aquifères et des bassins versants hydrographiques associés qui s’étend sur 2 418 km2. Les bassins versants concernés sont celui de la Chiers en amont de la confluence avec l'Othain, et ses affluents (la Crusnes, la Pienne, l'Othain), celui de l'Orne et ses affluents et celui de la Fensch, le Veymerange, la Kiesel et les parties françaises du bassin versant de l'Alzette et de ses affluents (Kaylbach, ruisseau de Volmerange). Il a été approuvé le 27 mars 2015. La structure porteuse de l'élaboration et de la mise en œuvre est la région Grand Est.
La qualité des cours d’eau peut être consultée sur un site dédié géré par les agences de l’eau et l’Agence française pour la biodiversité.

### Climat
Pour des articles plus généraux, voir Climat du Grand Est et Climat de Meurthe-et-Moselle.
En 2010, le climat de la commune est de type climat de montagne, selon une étude du Centre national de la recherche scientifique s'appuyant sur une série de données couvrant la période 1971-2000. En 2020, Météo-France publie une typologie des climats de la France métropolitaine dans laquelle la commune est exposée à un climat semi-continental et est dans la région climatique Lorraine, plateau de Langres, Morvan, caractérisée par un hiver rude (1,5 °C), des vents modérés et des brouillards fréquents en automne et hiver.
Pour la période 1971-2000, la température annuelle moyenne est de 9,3 °C, avec une amplitude thermique annuelle de 16,7 °C. Le cumul annuel moyen de précipitations est de 864 mm, avec 12,8 jours de précipitations en janvier et 9,2 jours en juillet. Pour la période 1991-2020, la température moyenne annuelle observée sur la station météorologique de Météo-France la plus proche, « Doncourt-lès-Conflans », sur la commune de Doncourt-lès-Conflans à 16 km à vol d'oiseau, est de 10,7 °C et le cumul annuel moyen de précipitations est de 710,3 mm. 
La température maximale relevée sur cette station est de 40,9 °C, atteinte le 25 juillet 2019 ; la température minimale est de −16,5 °C, atteinte le 26 décembre 2010,,.
Les paramètres climatiques de la commune ont été estimés pour le milieu du siècle (2041-2070) selon différents scénarios d'émission de gaz à effet de serre à partir des nouvelles projections climatiques de référence DRIAS-2020. Ils sont consultables sur un site dédié publié par Météo-France en novembre 2022.

## Urbanisme

### Typologie
Au 1er janvier 2024, Avril est catégorisée bourg rural, selon la nouvelle grille communale de densité à sept niveaux définie par l'Insee en 2022.
Elle est située hors unité urbaine. Par ailleurs la commune fait partie de l'aire d'attraction de Luxembourg (partie française), dont elle est une commune de la couronne,. Cette aire, qui regroupe 115 communes, est catégorisée dans les aires de 700 000 habitants ou plus (hors Paris),.

### Occupation des sols
L'occupation des sols de la commune, telle qu'elle ressort de la base de données européenne d’occupation biophysique des sols Corine Land Cover (CLC), est marquée par l'importance des territoires agricoles (53,3 % en 2018), une proportion sensiblement équivalente à celle de 1990 (53,8 %). La répartition détaillée en 2018 est la suivante : forêts (44,6 %), terres arables (38 %), prairies (15,3 %), zones urbanisées (2,1 %). L'évolution de l’occupation des sols de la commune et de ses infrastructures peut être observée sur les différentes représentations cartographiques du territoire : la carte de Cassini (XVIIIe siècle), la carte d'état-major (1820-1866) et les cartes ou photos aériennes de l'IGN pour la période actuelle (1950 à aujourd'hui).

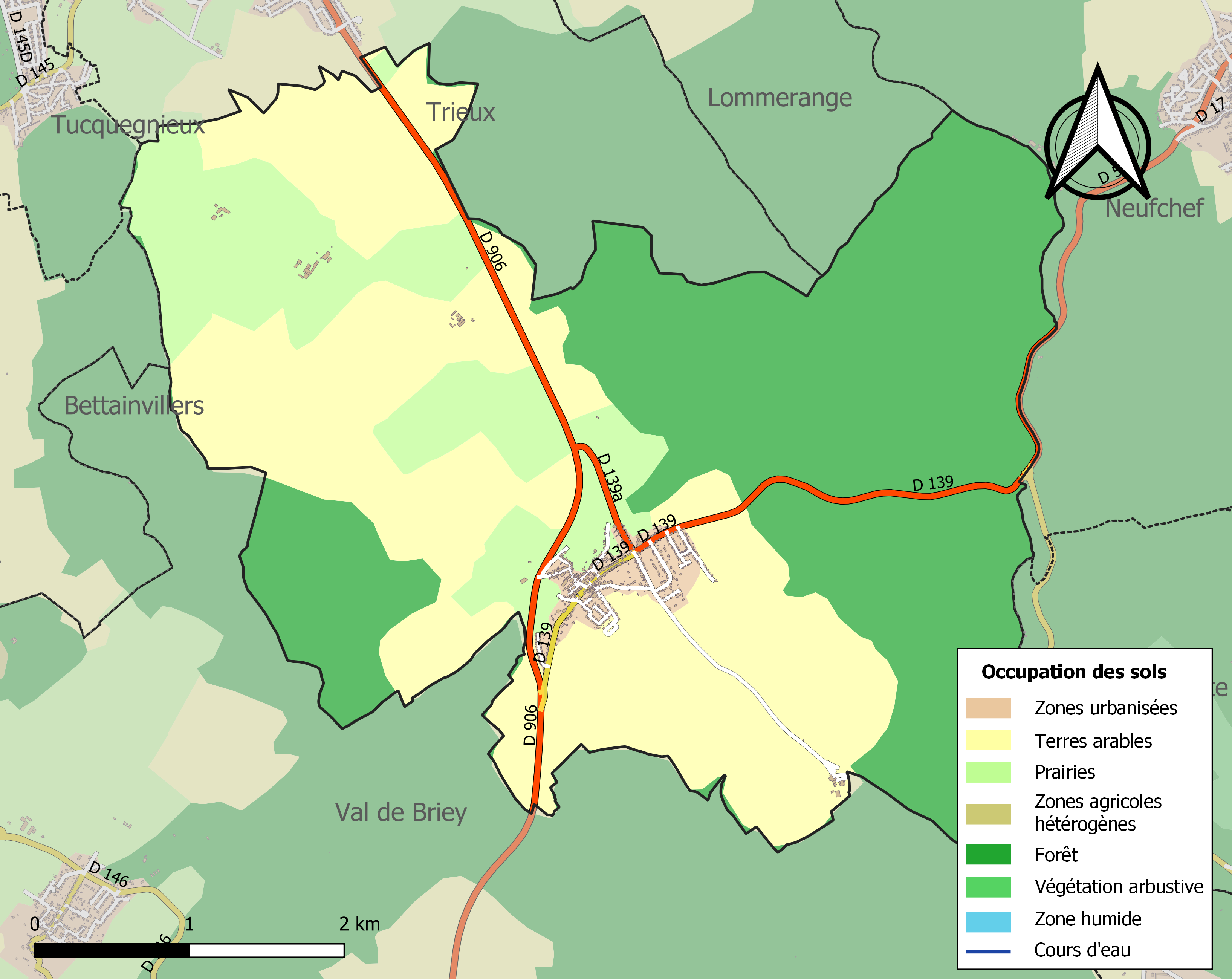
Carte des infrastructures et de l'occupation des sols de la commune en 2018 (CLC).

## Toponymie
Le nom de la localité est attesté sous les formes Oriulmarum (1096) ; Awerey (1363) ; Apvril, le grant gaignaige à Apvril (XVIe siècle) ; Averey (1518) ; Avrille (1594) ; Avry (XVIIe siècle) ; Avrey (XVIIIe siècle).

## Histoire

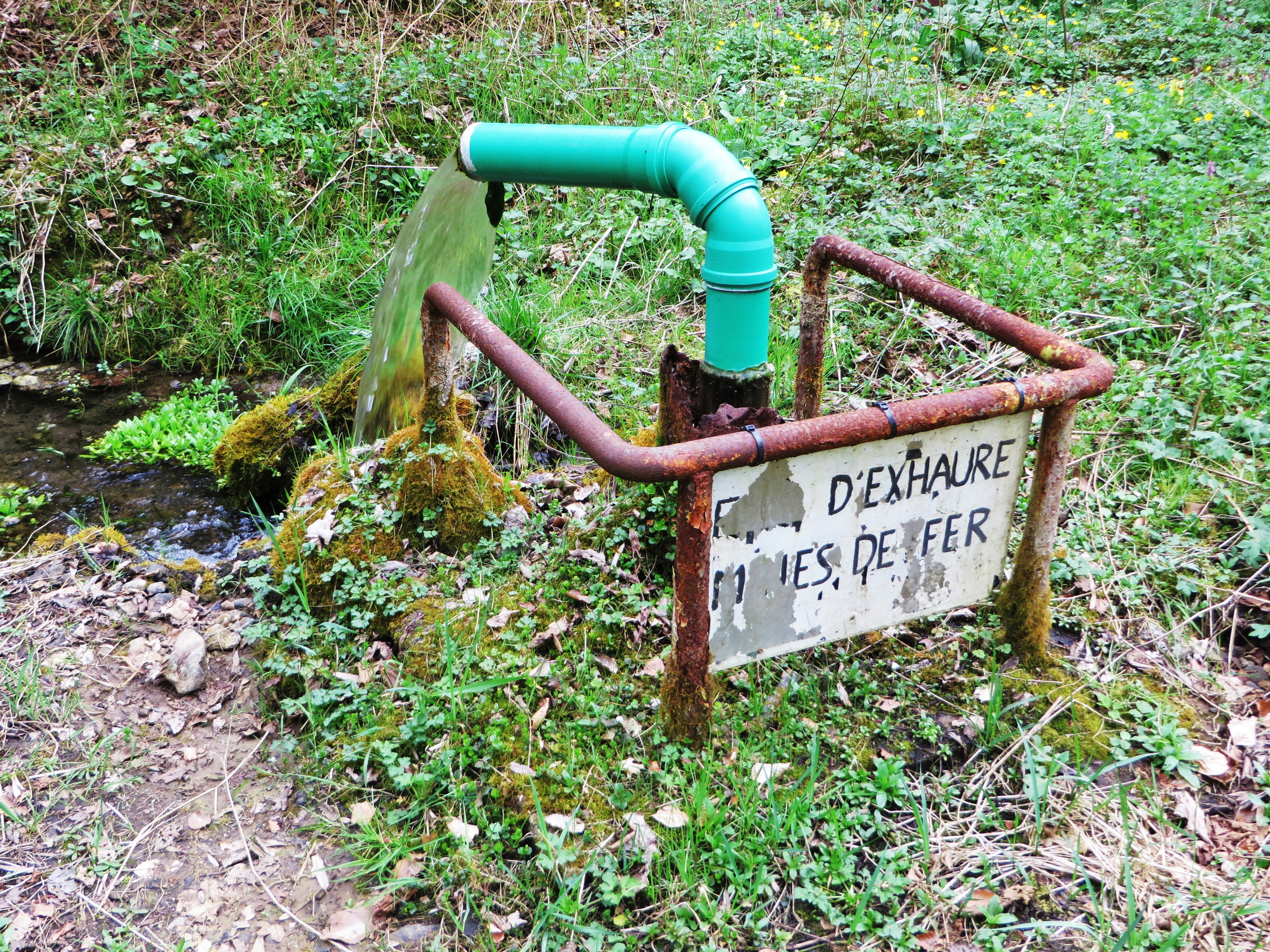
Sortie des eaux d'exhaure.

En 1096, est fondée au lieu anciennement dit Standalmont l'abbaye de Saint-Pierremont. C'est aux chanoines réguliers de Saint-Pierremont que revint le défrichage de la contrée d'Avril.
 En 1817, Avril de Saint Genis Burey Anjou, ou Istaofer Friius, Staufer, Castrum Aprilis, village de l'ancienne province du Barrois, avait pour annexes l'ancienne abbaye de Saint-Pierremont, les fermes de Navet, Fillières et Chapelle-aux-Bois. À cette époque il y avait 555 habitants répartis dans 100 maisons.
La commune d'Avril (aussi appelée Staufer ou Frius) reste en 1871 intégralement française grâce à la ténacité du capitaine chargé de la délimitation de la nouvelle frontière.
En 1871, Adolphe Thiers souhaitait donner de l'espace à la place-forte de Belfort devant rester française. Les Allemands, qui n'ignoraient pas la grande valeur minière du sous-sol, acceptèrent à condition de récupérer à leur profit des communes en déplaçant vers l'ouest la frontière prévue lors des préliminaires de paix signés à Versailles le 26 février 1871. Les communes de Rédange, Thil, Villerupt, Aumetz, Boulange, Lommerange, Sainte-Marie-aux-Chênes, Vionville devenaient donc allemandes. Mais Villerupt et Thil restèrent français grâce au Normand Augustin Pouyer-Quertier, ministre des Finances du gouvernement Thiers. La petite commune de Crusnes, dont le sous-sol regorgeait de minerai, avait été oubliée sur la carte-base du traité de Francfort, mais, indubitablement, du fait de sa situation, elle devait rester en territoire français. "Crusnes est un hameau d’Aumetz, il doit suivre le sort d’Aumetz" affirmait le commissaire allemand. "Assertion inexacte", réplique le commissaire français, le capitaine Aimé Laussedat : "Crusnes est commune indépendante depuis près de quarante ans". Opposition énergique du Français, qui finit par obtenir gain de cause. Ce qui n’empêcha pas l’Allemand de demander une compensation territoriale : des bois situés dans la commune (française, et limitrophe de la nouvelle frontière) d'Avril, au nord-est de ce village. Alors les rapports se tendirent, le commissaire français menaça de rompre, s’obstinant à ce qu’il ne fût point question de compensation pour une cession à laquelle l’Allemand n’avait manifestement aucun droit ; il l’emporta encore : bataille gagnée, qui conserva à la France Crusnes, une commune de 600 à 700 hectares et de 372 habitants, et les bois d'Avril, la commune d'Avril restant dans son intégralité française.

## Politique et administration

### Liste des maires
| Période                                  | Période   | Identité                                     | Étiquette | Qualité                           |
| ---------------------------------------- | --------- | -------------------------------------------- | --------- | --------------------------------- |
| Les données manquantes sont à compléter. |           |                                              |           |                                   |
| 1977                                     | mars 2008 | Daniel Ringenbach                            | UMP       |                                   |
| mars 2008                                | En cours  | Didier Dante, Réélu pour le mandat 2020-2026 |           | Ancienne profession intermédiaire |

### Jumelages
- Poissons (Haute-Marne) (France). Ce jumelage crée un jeu de mots rappelant le poisson d'avril[20].

## Population et société

### Démographie
Les habitants sont nommés les Avrilois et les habitantes les Avriloises.

L'évolution du nombre d'habitants est connue à travers les recensements de la population effectués dans la commune depuis 1793. Pour les communes de moins de 10 000 habitants, une enquête de recensement portant sur toute la population est réalisée tous les cinq ans, les populations de référence des années intermédiaires étant quant à elles estimées par interpolation ou extrapolation. Pour la commune, le premier recensement exhaustif entrant dans le cadre du nouveau dispositif a été réalisé en 2006.

En 2022, la commune comptait 1 223 habitants, en évolution de +9,39 % par rapport à 2016 (Meurthe-et-Moselle : −0,13 %, France hors Mayotte : +2,11 %).
| 1793 | 1800 | 1806 | 1821 | 1836 | 1841 | 1861 | 1866 | 1872 |
| ---- | ---- | ---- | ---- | ---- | ---- | ---- | ---- | ---- |
| 550  | 408  | 507  | 525  | 668  | 692  | 651  | 644  | 707  |

| 1876 | 1881 | 1886 | 1891 | 1896 | 1901 | 1906 | 1911 | 1921 |
| ---- | ---- | ---- | ---- | ---- | ---- | ---- | ---- | ---- |
| 682  | 631  | 624  | 590  | 571  | 533  | 508  | 546  | 419  |

| 1926 | 1931 | 1936 | 1946 | 1954 | 1962 | 1968 | 1975 | 1982 |
| ---- | ---- | ---- | ---- | ---- | ---- | ---- | ---- | ---- |
| 426  | 418  | 410  | 419  | 556  | 542  | 515  | 535  | 508  |

| 1990 | 1999 | 2006 | 2011  | 2016  | 2021  | 2022  | - | - |
| ---- | ---- | ---- | ----- | ----- | ----- | ----- | - | - |
| 506  | 579  | 764  | 1 004 | 1 118 | 1 199 | 1 223 | - | - |

## Culture locale et patrimoine

### Lieux et monuments

#### Édifices civils

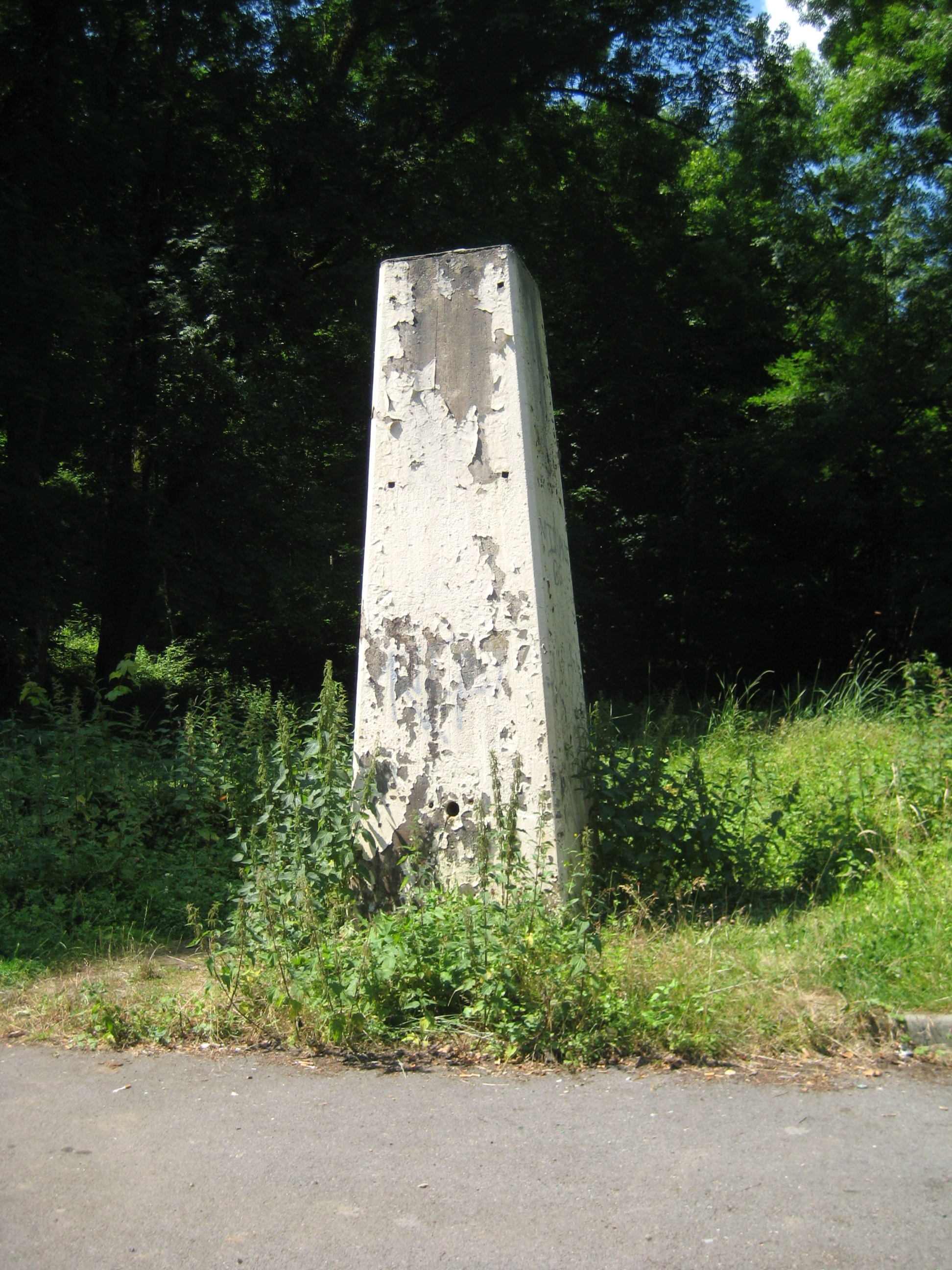
Ancienne fontaine de la source du Pérotin.

- Source d'eau chaude du Perotin. L'eau jaillit en 1909, au cours d'un forage censé repérer des couches de charbon qu'on prétendait enfouies sous celles du minerai de fer, atteignant la profondeur de 850 mètres. Depuis[réf. nécessaire], l'eau thermale est captée à Amnéville, et il ne sort plus une goutte de la source du Perotin, le tuyau de captage s'étant brisé au cours des ans.

Les travaux furent entrepris sous l'autorité de monsieur Vaudeville, ingénieur en chef des mines à Nancy, monsieur Nickles, directeur de l'institut géologique de Nancy et monsieur Bosment, directeur des forges de Jœuf.

#### Édifices religieux
- Ancienne abbaye de chanoines réguliers de Saint-Augustin dite abbaye de Saint-Pierremont, au lieu-dit Saint-Pierremont. parties constituantes : colombier, époque de construction : 4e quart du XIe siècle (détruit) ; XVIIe siècle ; XVIIIe siècle. Fondée en 1090 par Lubricus, chanoine de Metz, réformée par saint Pierre Fourier en 1622 ; pillée et dévastée en 1636 ; restaurée aux XVIIe et XVIIIe siècles ; abandonnée définitivement en 1733 ; il subsiste une partie des bâtiments abbatiaux du XVIIIe siècle ; colombier construit vers 1747 inscrit au titre des monuments historiques depuis 1979[26] ; restauré en 1774 ; armes de l'abbé Jean Marius (1575, 1597), armes du duché de Bar.
- Ancien couvent de cordeliers, construit au XVe siècle, situé au lieu-dit la Chapelle-aux-Bois appelé aussi ermitage de la Sainte-Trinité. Couvent de cordeliers fondé vers 1450 par Jeanne de Pulligny et Didier de Langres son époux. Tombé en ruine au XVIIe siècle et transféré vers 1710 à Briey, dans l'ancien château des comtes de Briey que leur avait cédé le duc Léopold Ier de Lorraine le 12 mars 1709, il est supprimé en 1791 détruit en 1860 les pierres réutilisées pour le nouveau moulin du pérotin (aujourd'hui il ne reste que quelques ruines au milieu de la sapinière).
- Église paroissiale de L'Assomption, époque de construction : 1re moitié du XIXe siècle.
- Oratoire.

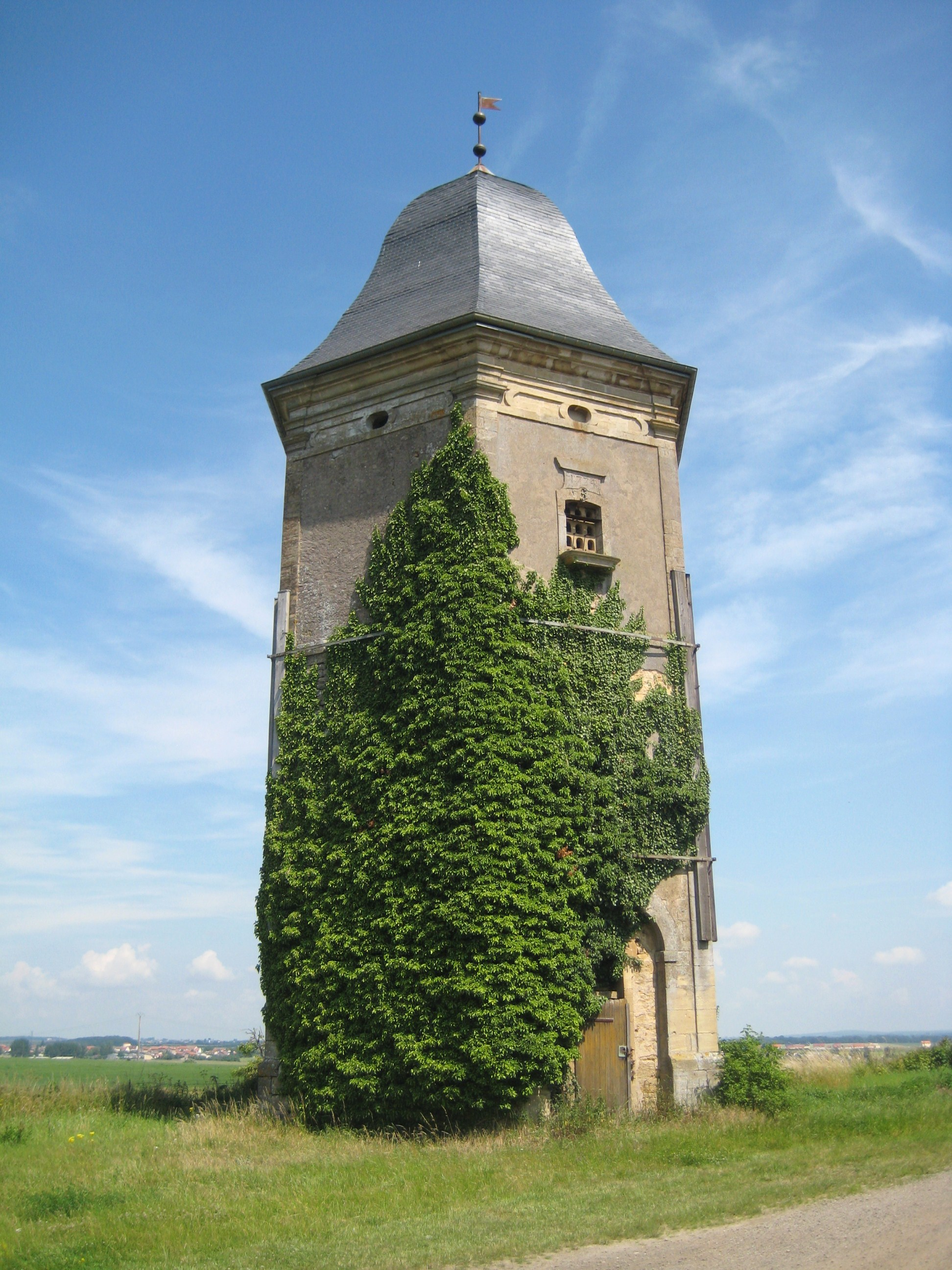
Colombier de l'ancienne abbaye de Saint-Pierremont.
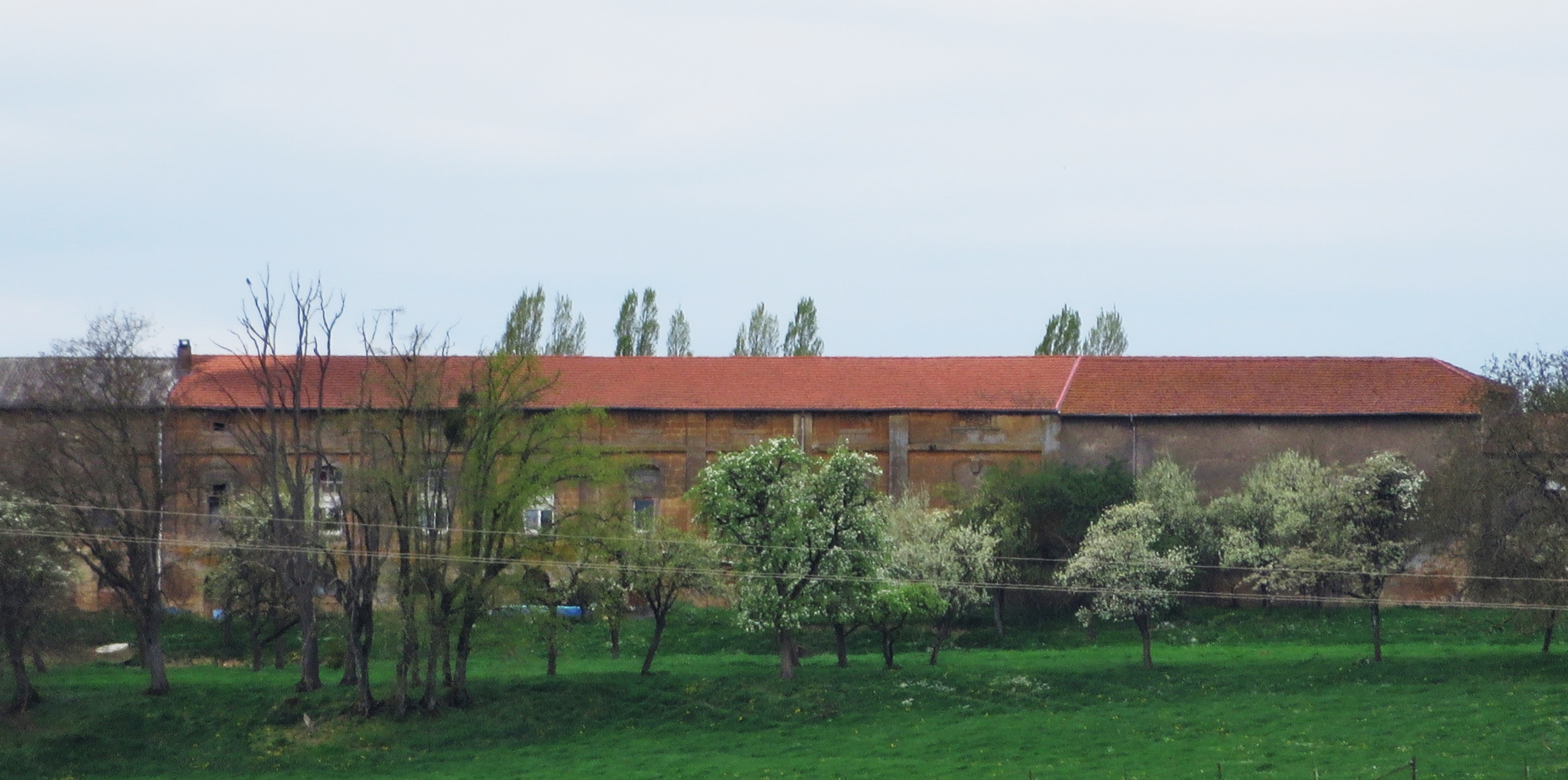
Abbaye de Saint-Pierremont bâtiment conventuel.
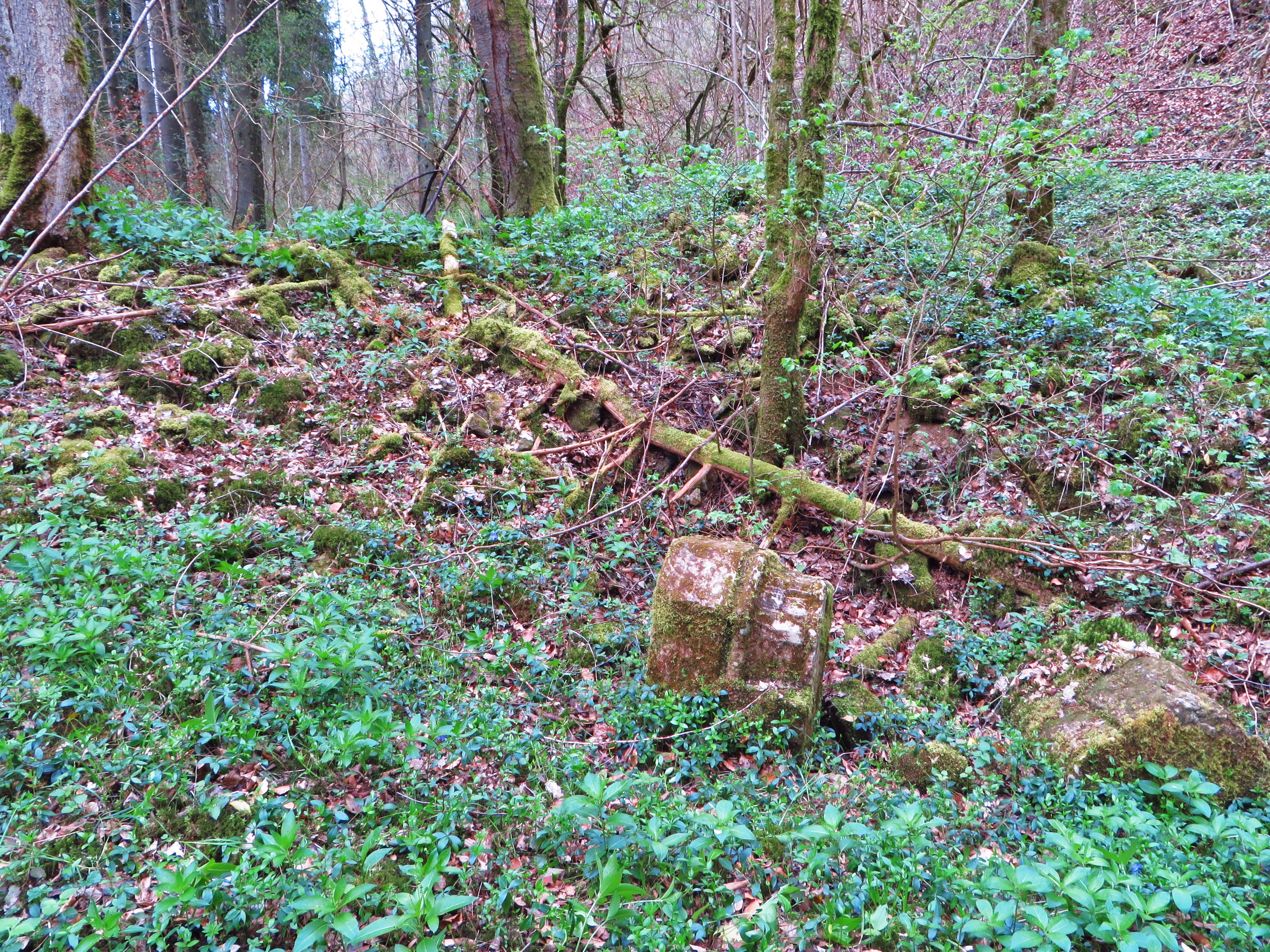
Ruines de l'ancien couvent de cordeliers.
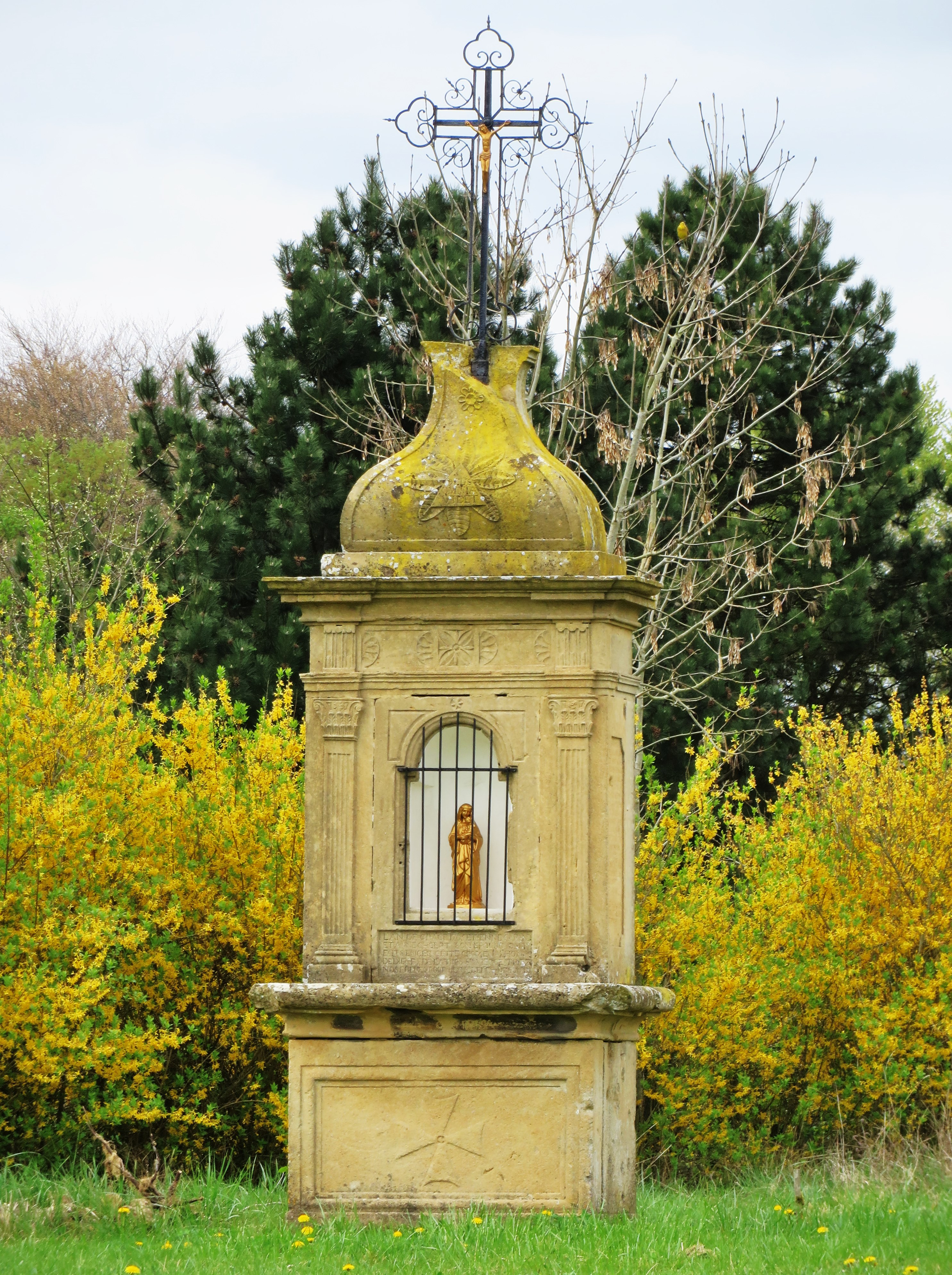
Oratoire.

### Héraldique, logotype et devise
| Blason de Avril | Blason  | Écartelé: aux 1er et 4e d'azur à la clé d'argent, aux 2e et 3e d'or à l'aigle de sable. |
| Blason de Avril | Détails | armoiries adoptées par la commune le 18/01/ 1978                                        |